# Прошуто
Прошуто (на италиански: prosciutto, в превод – „изглежда изсушено“ и произлизащо от диалекта на Парма „pàr-sùt“ [пар шут]), е деликатес от италианската кухня, вид шунка от свински бут, маринован и узрял при специфични условия, наложен със сол и подправки. В Италия често е наричан и „Прошуто крудо“ (prosciutto crudo), т.е. „сурово прошуто“, особено в случаите когато се налага да се разграничи от „прошуто кото“ (prosciutto cotto) – „варено прошуто“, което се произвежда също от осолен свински бут, но пресован и подложен на варене под налягане.
Няколко региона в Италия имат свои собствени варианти на прошуто крудо, всеки със степен на защитен статус, но най-ценените са Пармското прошуто (Prosciutto di Parma PDO) от регион Емилия-Романя и Прошуто „Сан Даниеле“ (Prosciutto di San Daniele PDO) от регион Фриули - Венеция Джулия. За разлика от спек от автономна провинция Южен Тирол (Speck Alto Adige IPG) прошутото не е опушено. Някои от най-известните видове прошуто, като например „Прошуто от Модена“ и „Прошуто Сан Даниеле“, са част от националното богатство на Италия, като на тези продукти е издадена марка за произход, която е юридически защитена в Италия и в ЕС.

## Етимология
Думата прошуто произлиза от латинското pro (преди) + exsuctus (минало причастие на exsugere - „да изсмуча влагата“). Това е подобно на съвременния италиански глагол prosciugare „да изсуша“ (от латински pro + exsucare „да извлека соковете от“).

## Прозводство
Прошутото се прави или от заден крак, или от бут на прасе или дива свиня, като основният термин 'прошуто' се отнася конкретно за този продукт. Прошутото може да се направи и от задния крак на други животни, като в този случай името на животното е включено в името на продукта, например prosciutto cotto d'agnello („агнешко прошуто“). Процесът на приготвяне на прошуто може да отнеме от девет месеца до две години в зависимост от размера на шунката.
Понастоящем шунката първо се почиства, осолява и се оставя за около два месеца. През това време тя се притиска постепенно и внимателно, за да не се счупи костта и за да се отцеди цялата кръв, останала в месото. След това се измива няколко пъти, за да се отстрани солта, и се окачва в тъмна, добре проветрена среда. Околният въздух е важен за крайното качество на шунката; най-добри резултати се получават при студен климат. След това шунката се оставя да съхне. Времето за това варира в зависимост от местния климат и размера на шунката. Когато шунката е напълно суха, тя се окачва на въздух, при стайна температура или в контролирана среда, до 18 месеца.
Понякога прошутото се изсушава с нитрити (натриеви или калиеви), които обикновено се използват в други шунки за получаване на желания розов цвят и уникален вкус, но само морска сол се използва при бутовете със защитено наименование за произход. Такава розова пигментация се получава от директната химическа реакция на азотния оксид с миоглобина за образуване на нитрозомиоглобин, последвана от концентрацията на пигментите поради изсушаване. Бактериите превръщат добавения нитрит или нитрат в азотен оксид.
За производството на прошуто се отглежда специална порода свине. В околностите на град Парма тази порода се храни с остатъците от производството на сиренето пармезан. Задните бутове на свинете първоначално се натриват със сол, след което съхнат в продължение на около 10 месеца. Месото, обработено и изсъхнало по този начин, става твърдо, сухо и с плътен аромат. Прошутото не е нужно да се обработва термично, защото става по-сухо, но често се включва в най-различни рецепти.
Бледо-розовите ленти с прошуто обикновено се добавят в блюдото в края на приготвянето на ястието.

## Употреби
В италианската кухня нарязаното прошуто крудо често се сервира като антипасто (предястие), увито около грисини или заедно с пъпеш или смокини. Яде се и като добавка към варени пролетни зеленчуци като аспержи или грах. Може да се включи в обикновен сос за паста, приготвен със сметана, или в тосканското ястие 'Талиатели със зеленчуци'. Използва се в пълнежи за други меса като телешко, като обвивка около телешко или пържола, в пълнен хляб или като овкусяване за пица.
Салтимбока е италианско телешко ястие, при което телешките ескалопи се поръсват с листа от градински чай, преди да бъдат увити в прошуто и след това запържени на тиган. Прошутото често се сервира в сандвичи, понякога във вариант на Салата Капрезе с босилек, домат и прясна моцарела.

## Защитени наименования за произход в Европейския съюз

### Прошуто крудо
Съгласно Общата селскостопанска политика на Европейския съюз (ЕС) някои утвърдени месни продукти, включително някои местни видове прошуто, са включени в списъка със защитено наименование за произход (DOP на италиански) и в други, по-малко строги наименования за географски произход за традиционни специалитети. Различни региони имат свои собствени DOP, чиито спецификации по принцип не изискват шунка от свободно отглеждани свине. Простото италианско описание прошуто, използвано самостоятелно или с крудо, или с кото, само по себе си не е защитен термин.
Двата известни вида италианско прошуто крудо са Прошуто крудо ди Парма от град Парма и Прошуто крудо ди Сан Даниеле от областта Сан Даниеле дел Фриули в региона Фриули - Венеция Джулия. Прошуто ди Парма има леко орехов вкус от суроватката Пармиджано-Реджано, която понякога се добавя към диетата на прасетата. Прошуто ди Сан Даниеле е с по-тъмен на цвят и с по-сладък на вкус. И за двата вида продуктовите разпоредби позволяват морската сол като единствена добавка към месото, забранявайки добавки като нитрити и нитрати, които често присъстват в незащитените продукти.
Европейските защитени наименования за произход (на итал. DOP) и географските указания и храни с традиционно специфичен характер (на итал. PGI) се прилагат за няколко вида прошуто в Италия, всеки малко по-различен по цвят, вкус и текстура:
- Пармско прошуто (Prosciutto di Parma) – Парма, DOP
- Прошуто ,Сан Даниеле“ (Prosciutto di San Daniele) – Сан Даниеле дел Фриули, DOP
- Прошуто от Модена (Prosciutto di Modena) – Модена,  DOP
- Тосканско прошуто (Prosciutto toscano) – Тоскана, DOP
- Прошуто от Венето Берико Еуджанео (Prosciutto Veneto Berico-Euganeo) – Венето, DOP
- Прошуто от Карпеня (Prosciutto di Carpegna) – близо до Карпеня, Монтефелтро, DOP
- Прошуто от Аматриче (Prosciutto amatriciano) – близо до Аматриче в Лацио, PGI
- Прошуто от Норча (Prosciutto di Norcia) – Норча, PGI
- Прошуто от Саурис (Prosciutto di Sauris) – Саурис, DOP
- Крудо ди Кунео (Crudo di Cuneo), Кунео, DOP
- Valle d'Aosta Jambon de Bosses, Вале д'Аоста, DOP

### Кулатело
Кулатело кон котена (Culatello con cotenna) е подобно на прошутото, но се прави от филето или слабината на задния крак. Изсушава се предимно само със сол и отлежава в мехур от говеждо или свинско месо като обвивка за предотвратяване на разваляне и замърсяване. Culatello di Zibello има статут на DOP. Обикновено се сервира като предястие.
Стролгино е салам, приготвен от остатъците от кулатело.

### Pršut
Италианската дума прошуто е заета в южнославянски като pršut. В Черна гора, Босна и Херцеговина, Словения (особено Карстовото плато и Випавската долина), Сърбия и Хърватия (Далмация, остров Крък и Истрия) pršut е често срещана форма на сушена шунка. Пршут от Далмация, Херцеговина и Сърбия се опушва за разлика от италианския продукт, докато този от Словения, Истрия и Крък не се опушва. В планинското село Негуши в Черна гора се произвежда пушен njeguški pršut.
Следните видове pršut имат защитен статус в ЕС (на итал. PGI и DPO):
| Държава              | Географски регион       | Име                            | Geographical Indication | Година на регистрация |
| -------------------- | ----------------------- | ------------------------------ | ----------------------- | --------------------- |
| Хърватска            | част от Далмация        | Dalmatinski pršut              | PGI                     | 2016                  |
| Хърватска            | Шибенишко-Кнински окръг | Drniški pršut                  | PGI                     | 2015                  |
| Хърватска и Словения | част от Истрия          | Istarski pršut / Istrski pršut | PDO                     | 2015                  |
| Словения             | част от платото Карст   | Kraški pršut                   | PGI                     | 2012                  |
| Хърватска            | Крък                    | Krčki pršut                    | PGI                     | 2015                  |